# Sandie Clair
Sandie Clair (Tolón, 1 de abril de 1988) es una deportista francesa que compitió en ciclismo en la modalidad de pista, especialista en las pruebas de velocidad, contrarreloj y keirin.
Ganó dos medallas en el Campeonato Mundial de Ciclismo en Pista, plata en 2011 y bronce en 2008, y cuatro medallas en el Campeonato Europeo de Ciclismo en Pista entre los años 2010 y 2012.
Participó en dos Juegos Olímpicos de Verano, Londres 2012 y Río de Janeiro 2016, ocupando el sexto lugar en la prueba de velocidad por equipos en ambas ocasiones.

## Medallero internacional
| Campeonato Mundial | Campeonato Mundial       | Campeonato Mundial | Campeonato Mundial    |
| Año                | Lugar                    | Medalla            | Competición           |
| ------------------ | ------------------------ | ------------------ | --------------------- |
| 2008               | Mánchester (Reino Unido) | Medalla de bronce  | 500 m contrarreloj    |
| 2011               | Apeldoorn (Países Bajos) | Medalla de plata   | 500 m contrarreloj    |
| Campeonato Europeo |                          |                    |                       |
| Año                | Lugar                    | Medalla            | Competición           |
| 2010               | Pruszków (Polonia)       | Medalla de oro     | Velocidad individual  |
| 2010               | Pruszków (Polonia)       | Medalla de oro     | Velocidad por equipos |
| 2011               | Apeldoorn (Países Bajos) | Medalla de bronce  | Keirin                |
| 2012               | Panevėžys (Lituania)     | Medalla de bronce  | Velocidad por equipos |

## Palmarés
- 2006
  - Campeona del mundo júnior en 500 metros contrarreloj
- 2007
  - Campeona de Europa sub-23 en 500 metros contrarreloj 
  - Campeona de Francia de 500 metros contrarreloj
- 2008
  - Campeona de Europa sub-23 en 500 metros contrarreloj 
  - Campeona de Europa sub-23 en Velocidad por equipos (con Virginie Cueff) 
  - Campeona de Francia de 500 metros contrarreloj
- 2009
  - Campeona de Europa sub-23 en 500 metros contrarreloj 
  - Campeona de Europa sub-23 en Velocidad por equipos (con Virginie Cueff) 
  - Campeona de Francia de 500 metros contrarreloj
- 2010
  - Campeona de Europa en Velocidad 
  - Campeona de Europa en Velocidad por equipos  (con Clara Sanchez) 
  - Campeona de Europa sub-23 en 500 metros contrarreloj 
  - Campeona de Europa sub-23 en Keirin 
  - Campeona de Europa sub-23 en Velocidad por equipos (con Virginie Cueff) 
  - Campeona de Francia de 500 metros contrarreloj
- 2011
  - Campeona de Francia de 500 metros contrarreloj
- 2012
  - Campeona de Francia de 500 metros contrarreloj
- 2013
  - Campeona de Francia de 500 metros contrarreloj 
  - Campeona de Francia de Velocidad por equipos

### Resultados a laCopa del Mundo
- 2008-2009
  - 1.º en Cali, en Velocidad por equipos